# Raffaele Volpi
Raffaele Volpi (Pavia, 27 febbraio 1960) è un politico italiano, sottosegretario di Stato al Ministero della difesa dal 13 giugno 2018 al 5 settembre 2019 nel primo governo Conte.

## Biografia
Nato nel 1960 a Pavia, vive da anni a Palazzolo sull'Oglio in provincia di Brescia, ha conseguito il diploma all’Istituto tecnico per geometri nel 1979.
Volpi ha iniziato la propria carriera politica ricoprendo l’incarico di consigliere comunale a Capriolo, comune in provincia di Brescia, dal 1991 al 1994 con il Partito Socialista Italiano e dal 1996 al 1997 con la Lega Nord.
Dopo esperienze come consigliere di presidenza Multiutilities e nel CdA di Acquirente unico e una candidatura senza successo alle elezioni politiche del 2006 alla Camera nella circoscrizione Lombardia 1, alle elezioni politiche del 2008 viene candidato alla Camera dei deputati, venendo eletto tra le liste della Lega Nord nella circoscrizione Lombardia 2. Nella XVI legislatura della Repubblica è stato componente della 1ª Commissione Affari costituzionali della Camera, della Giunta per il Regolamento e dell'Osservatorio della Camera dei deputati sui fenomeni di xenofobia e razzismo, nonché membro del Comitato di controllo e vigilanza sull'immigrazione e della Commissione sulle attività illecite del ciclo dei rifiuti.
Volpi è stato relatore, insieme a Gioacchino Alfano del PdL, del decreto milleproroghe approvato alla Camera il 25 febbraio 2011 con 309 voti favorevoli, 287 contrari e nessun astenuto, dopo che il governo ha posto la questione di fiducia.

### Elezione a senatore
Alle elezioni politiche del 2013 viene candidato al Senato della Repubblica, dove viene eletto nelle liste della Lega Nord in circoscrizione Lombardia. Nella XVII legislatura della Repubblica è stato membro della Giunta delle elezioni e delle immunità parlamentari, della 1ª Commissione Affari costituzionali del Senato fino al 2015, della 12ª Commissione Igiene e sanità del Senato dal 2015, della Commissione parlamentare d'inchiesta sul fenomeno delle mafie e sulle altre associazioni criminali, anche straniere.
Il 4 giugno 2014 viene eletto segretario dell'ufficio di presidenza del Senato per la Lega Nord, con 186 voti su 255 (72%), in sostituzione di Giacomo Stucchi (dimessosi per incompatibilità a seguito dell’elezione di quest’ultimo alla presidenza del COPASIR).
Il 15 luglio 2014 entra a far parte della delegazione bicamerale NATO.
Con la nascita del movimento Noi con Salvini a fine dicembre 2014 da parte del segretario federale della Lega Nord Matteo Salvini (vicinissimo a quest'ultimo), con l'obiettivo di espandere il partito nell'Italia centrale e meridionale, ne viene nominato presidente.

### Ritorno alla Camera
Alle elezioni politiche del 2018 viene ricandidato alla Camera dei deputati nel collegio uninominale di Suzzara, sostenuto dalla coalizione di centro-destra in quota Lega, dove viene rieletto deputato con il 47,15% dei voti contro il candidato del centro-sinistra, in quota Partito Democratico, Silvia Cavalletti (24,01%) e del Movimento 5 Stelle Stefano Capaldo (22,68%).
In seguito alla nascita del primo governo Conte tra il Movimento 5 Stelle e la Lega, il 13 giugno 2018 è stato nominato dal Consiglio dei ministri sottosegretario di Stato al Ministero della Difesa, carica che ha mantenuto fino alla fine del governo Conte il 5 settembre 2019. Durante il suo mandato da sottosegretario si è distinto per la posizione, in linea con quella della Lega e a contrasto con i 5 stelle, a favore del mantenimento dei contratti sugli F-35 con gli Stati Uniti.
Il 9 ottobre 2019 diviene membro del Comitato parlamentare per la sicurezza della Repubblica (COPASIR), in sostituzione del dimissionario Riccardo Molinari; contestualmente ne viene eletto presidente, dopo le dimissioni del predecessore Lorenzo Guerini, nominato ministro della difesa nel secondo governo Conte. Il 20 maggio 2021 si dimette dall’incarico in seguito alle proteste del forzista Elio Vito, Movimento 5 Stelle, Partito Democratico e soprattutto Fratelli d’Italia, sollecitato dai presidenti di Camera e Senato Roberto Fico e Maria Elisabetta Casellati, per il mancato cambio nella presidenza del comitato dopo l'ingresso della Lega nel governo Draghi, dato che tale carica spetta per legge all’opposizione.
L'8 settembre 2022 annuncia l'uscita dalla Lega.